# USS Ralph Talbot (DD-390)

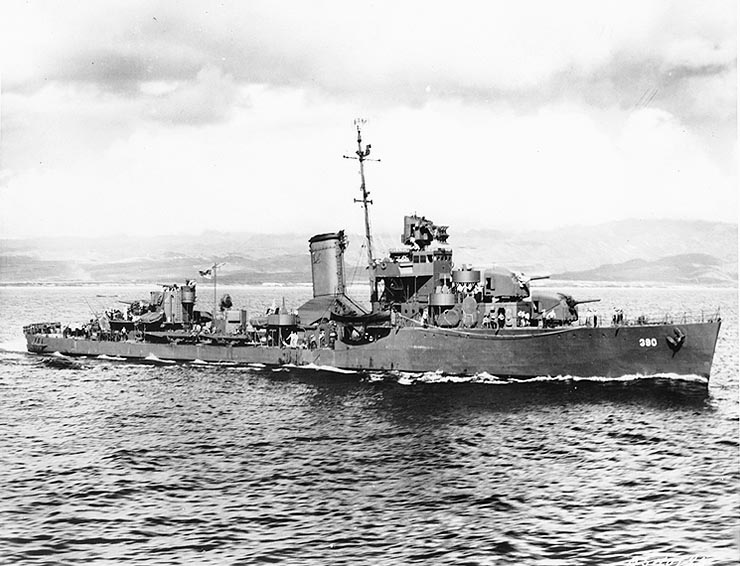
USS Ralph Talbot (DD-390)

DD 390 Ralph Talbot (Корабль соединённых штатов Ральф Тэлбот) — американский эсминец типа Бэгли.
Заложен на верфи Boston Navy Yard 28 октября 1935 года. Спущен 31 октября 1936 года, вступил в строй 14 октября 1937 года.
Участвовал 1 июля 1946 и 25 июля 1946 года при испытаниях атомных бомб близ атолла Бикини. Выведен в резерв 28 августа 1946.
Затоплен близ острова Кваджалейн 8 марта 1948. Выведен из состава ВМС США 5 апреля 1948 года.